# Michael Nischke
Michael Nischke (* 1956 in Berlin) ist ein deutscher Fotograf.

## Leben
Nischke wurde geboren in Berlin-Schmargendorf, heute Wilmersdorf, sein Vater war Architekt. Er kam 1972–73 während seines Internat-Aufenthalts in Oslo (Norwegen) zur Fotografie. Zurück in Deutschland, machte er die Allgemeine Hochschulreife und arbeitete 1978 als Assistent bei einem Werbefotografen. Danach studierte er Fotoingenieurwesen in Köln. Dort beschäftigte er sich bis zu seinem Abschluss als Dipl.-Ing. (1982) mit Theaterfotografie.
In den Jahren 1983 bis 1986 assistierte er Heinrich Riebesehl. Anschließend war er als Werbefotograf und Chefredakteur tätig, verfasste mehr als 600 Fachartikel zum Thema Fotografie, publizierte Fachbücher und konzipierte die erste deutsche Fotofachzeitschrift für digitale Fotografie. Er ist berufenes Mitglied der Deutschen Gesellschaft für Photographie (DGPh).
Seit 2004 widmet er sich vornehmlich der Kunstfotografie und eröffnete in München eine Fotogalerie mit Schwerpunkt Panorama-Fotografie. Die großformatigen Fotografien von Michael Nischke sind Bestandteil vieler privater Sammlungen.

## Werk
Bekannt wurde Michael Nischke für seine ungewöhnlichen Aufnahmen von Menschen und Stadt-Landschaften. In der Enge der Metropolen findet er seine Motive. Besonders fesseln ihn bekannte Orte wie Hongkong, Bangkok, Tokyo oder besondere Destinationen wie Nordkorea oder Eritrea. Die auf lange Sicht angelegten, weltweiten Fotoprojekte begleitet er konsequent mit seiner speziellen Panorama-Sichtweise. Auf der Suche nach einer andersartigen Bildsprache stieß Nischke Anfang der 80er Jahre auf diese spezielle Technik und nutzt bis heute vor allem den klassischen Film als Speichermedium. Nischke sucht die „ungewohnte“ Sicht der Dinge. Dabei liegt die Besonderheit im aufgefächerten Blickwinkel: Er bannt viele Orte auf ein Panorama-Bild. Er nennt das „Slow Photography“, was für ihn eine bewusste Reduzierung und Konzentration bedeutet. Dabei nimmt er seine Motive zumeist vom Stativ mit längeren Belichtungszeiten auf. Seinem Konzept der „Unplugged Photography“ kann er durch die individuelle Laborarbeit genügen, denn das unantastbare Negativ oder Positiv dient ihm als Ursprung seiner limitierten Fotoserien.

## Auszeichnungen
- Internationaler KODAK Fotokalender-Preis
- Deutscher Designer Club Award
- IF Communications Design Award
- red dot design award winner
- Kodak Fotobuchpreis
- 1. Preis Innovationspreis der Deutschen Druckindustrie

## Ausstellungen (Auswahl)
- 1994: Photokina, Köln
- 1999: Allianz, München
- 2003: Galerie Wittenbrink, München
- 2005: Kunsthalle Mannheim, Mannheim
- 2007: Autoren Galerie 1, München
- 2007: FOTOBILD, Berlin
- 2011: Kunst am Isartor, München
- 2011: Sofitel Munich Bayerpost, München
- 2013: Sofitel Munich Bayerpost, München[1]
- 2016: ARTMUC, München[2]
- 2017: Gallery TOSEI, Tokyo Japan[3]

## Bücher (Auswahl)
- 2004: La Habana, Cuba
- 2005: Venezia
- 2005: München
- 2006: Dubai
- 2007: Cuba
- 2007: Roma
- 2012: München/Munich

## Veröffentlichungen (Auswahl)
- 2013: PHOTO international Nordkorea – Ein Land unter Aufsicht
- 2014: ELLE City Munich on Air
- 2016: Schwarzweiss Nordkorea
- 2017: PHOTO international Tokyo Times